# Dicornua
Dicornua hikosanensis és una espècie d'aranya araneomorfa de la subfamilia Erigoninae, dins de la família Linyphiidae.
Fou descrit per primera vegada per R. Oi l'any 1960,
És l'únic membre del gènere monotípic Dicornua.

## Distribució
És un endemisme que es pot trobar al Japó.